# Shinobu Wakamiya
Shinobu Kocho (en japonés: 若宮 詩暢), personaje de Chihayafuru escrito e ilustrado por Yuki Suetsugu. Nacida el 22 de abril, es un personaje adolescente japonés.
Sus padres están divorciados, y vive con su madre en Kyoto, al inicio de la serie tiene 16 años, su cabello es negro, tiene la tez muy clara, sus ojos son violeta, y nunca se ha unido a una sociedad del Karuta. Aparece por primera vez en el episodio 13. Es la reina Karuta, llegó a clasificación A en cuarto grado de primaria, llegando a ser la reina más joven del Karuta. Chihaya es la única que le ha ganado en cartas de una sola sílaba, por lo que después de vencerla en Omi Jingu decide mejorar para que la próxima vez Chihaya no tome ninguna de sus cartas. Se dice que ella posee un estilo de la moda anticuado, al usar una camiseta de un muñeco de invierno en verano.